# 幸祥光
幸 祥光（こう よしみつ、1892年（明治25年）11月16日 - 1977年（昭和52年）4月6日）は、囃子小鼓方幸流の能楽師。日本藝術院会員。

## 来歴・著作物

### 来歴
東京府東京市下谷区（現・東京都台東区）出身。旧姓は神谷。前名は五郎、悟朗。1902年（明治35年）幸流の三須錦吾の長男平司の養子となり、養祖父と養父に師事。1909年（明治42年）宗家16代をつぐ。1930年（昭和5年）幸家に入籍、1947年（昭和22年）祥光に改名。1949年（昭和24年）『江口』、1963年（昭和38年）『放下僧』における小鼓一調の演奏に対して、それぞれ芸術祭賞を受賞。
1955年（昭和30年）人間国宝の認定を受ける。1965年（昭和40年）芸術院会員。1966年（昭和41年）勲三等瑞宝章、1977年（昭和52年）勲三等旭日中綬章受章。
長男は17世幸正影。

### 著作
- 幸流小鼓入門 能楽書林 1950
- 小鼓とともに わんや書店 1968
- 幸流小鼓正譜 人の巻 能楽書林 1977.10

### DVD
- 能楽名演集2 金春流「葵上」櫻間金太郎（弓川） 宝生新 光本弥一 山本東次郎 一噌又六郎 幸悟朗（祥光） 吉見嘉樹 金春惣右衛門／「実盛」櫻間道雄 森茂好、NHKエンタープライズ
- 能楽名演集2 喜多流「通小町」後藤得三 粟谷新太郎 松本謙三 藤田大五郎 幸祥光 安福春雄／「鶴（新作能）」喜多実、NHKエンタープライズ
- 能楽名演集3 能 観世流『俊寛』観世寿夫／能『猩々乱』観世寿夫 宝生弥一 寺井政数 幸祥光 安福春雄 金春惣右衛門、NHKエンタープライズ

## 幸正影
幸 正影（こう まさかげ、1924年（大正13年）10月4日 - 1995年（平成7年）10月21日）は、囃子小鼓方幸流の能楽師。幸流十七世宗家。
幸祥光の長男。父に師事。1945年（昭和20年）東京音楽学校卒業。1965年（昭和40年）日本能楽会会員（重要無形文化財保持者（総合認定））。1977年（昭和52年）幸流十七世宗家を継承。前名は三須錦吾。

### DVD
- 能楽名演集1 宝生流「鉢木」近藤乾三 近藤乾之助 松本謙三 野口敦弘 三宅藤九郎 三宅右近 一噌正之助 三須錦吾（幸正影） 安福春雄、NHKエンタープライズ
- 能楽名演集2 観世流「鞍馬天狗・白頭」梅若実／「恋重荷」観世銕之丞（雅雪） 観世静夫 森茂好 善竹圭五郎 田中一次 幸正影 瀬尾乃武 金春惣右衛門、NHKエンタープライズ

## 関連文献
- 片桐登「能界展望(昭和51・52年)」『能楽研究 : 能楽研究所紀要』第4巻、野上記念法政大学能楽研究所、1978年7月、182-190頁、doi:10.15002/00020281、hdl:10114/00020281、ISSN 0389-9616、CRID 1390853649759169280。 物故者欄、189-190頁